# L'incendio delle Camere dei Lord e dei Comuni

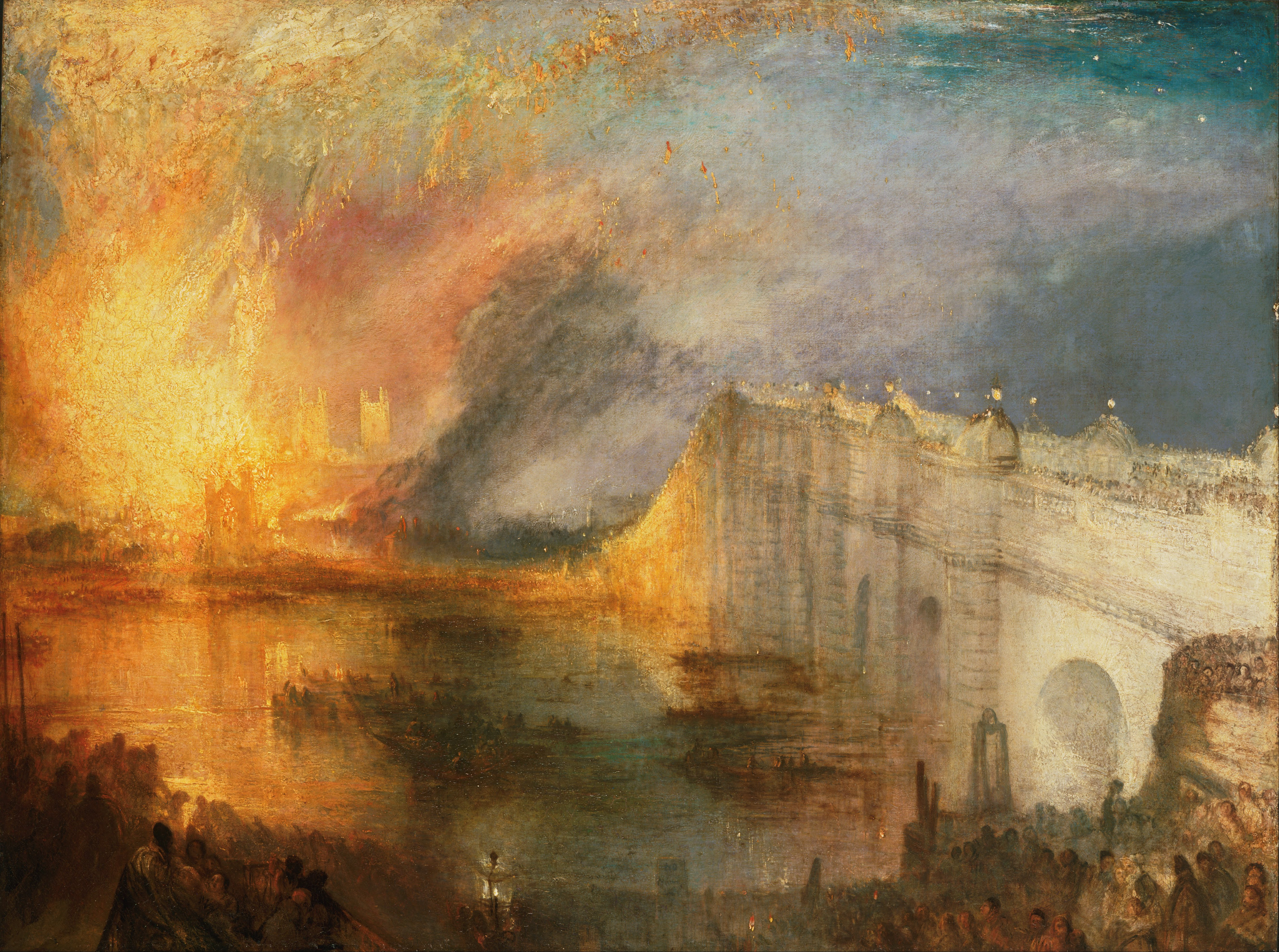
Versione al Philadelphia Museum of Art (1834–1835).

L'incendio delle Camere dei Lord e dei Comuni è un dipinto olio su tela, di 92,5x123 cm, realizzato dall'artista romantico William Turner nel 1835 e oggi conservato nel Museum of Art di Cleveland negli Stati Uniti.

## Descrizione
Questo dipinto ritrae l'incendio che distrusse il parlamento di Londra nella notte tra il 16 e il 17 ottobre 1834. Il protagonista del dipinto è sicuramente la natura distruttrice; questo quadro non è dunque altro che la rappresentazione del sublime: la nube di fuoco che sale dal fiume avvolgendo ogni cosa incute terrore e, nello stesso tempo, suscita un ammirato stupore per l'inesorabile forza della natura.
Turner è riuscito a cogliere l'attimo in cui un soffio di vento ha spostato la fiamma verso sinistra, lasciando intravedere le torri biancheggianti dell'abbazia di Westminster. Nonostante la grande fiamma sia la protagonista assoluta del dipinto, l'artista non tralascia le figure di esseri umani, come le due quinte di spettatori, una assiepata vicino alla riva del Tamigi (a sinistra), l'altra seduta a cavalcioni della balaustra del ponte di Waterloo (in basso a destra del dipinto).

## Stile
Nel dipinto è assente la prospettiva e la diagonale formata dal molo e dalle barche si interrompe dove si riflette la luce delle fiamme che bruciano il Palazzo del Parlamento. Lo spazio della composizione è ellittico ed è dominato dal vorticoso turbine di fiamme che rende, attorno ad esso, impercettibili le forme e illimitati i confini spaziali.
Il colore è svincolato dalla forma, tanto che sembra quasi sciogliersi (anticipa Monet); c'è un contrasto fra colori caldi (fuoco e fumi) e colori freddi (aria e acqua). Ispirandosi al trattato di Goethe, i primi suggeriscono sensazioni di calore ed energia, mentre i secondi di drammaticità e di negatività. Forma e spazio sono definiti da colori puri (o saturi), ovvero colori non mischiati con altri colori, in particolare nero e bianco, affinché possano avere massima luminosità.